# Daniyar İsmayilov
Daniyar İsmayilov (turkmenisch Daniýar Ysmaýylow; * 3. Februar 1992 in Çärjew, Turkmenistan) ist ein ehemals turkmenischer, dann türkischer Gewichtheber.

## Biografie
Daniyar İsmayilov belegte bei den Olympischen Spielen 2012 in London im Leichtgewicht den elften Platz.
2015 nahm er die türkische Staatsbürgerschaft an und konnte bei den 2015 Europameisterschaften in Tiflis in der Klasse bis 69 kg siegen. Im Folgejahr wurde er erneut Europameister und nahm an den Olympischen Spielen 2016 in Rio de Janeiro teil. Im Leichtgewicht gewann er die Silbermedaille.